# كفر عصام
كفر عصام إحدى قرى مركز طنطا التابع لمحافظة الغربية بجمهورية مصر العربية. ذكرت في المصادر القديمة باسم منية عصام ثم وردت بهذا الاسم في 1228 هجري.

## التعليم
تصل نسبة الأمية في القرية إلى 24.78% بين من تجاوزوا العاشرة من عمرهم، بينما تصل نسبة من حصلوا على تعليم جامعي إلى 6.35% من جملة السكان.

## السكان
بلغ عدد سكان كفر عصام 12,910 نسمة حسب تقدير عام 2018.
| السنة  | 1882 | 1897 | 1907 | 1927 | 1947 | 1960 | 1976 | 1986 | 1996 | 2006  | 2018   |
| ------ | ---- | ---- | ---- | ---- | ---- | ---- | ---- | ---- | ---- | ----- | ------ |
| القرية | 883  | 1252 | 1362 | 1391 | 1630 | 2272 | 3432 | 5772 | 7464 | 8,693 | 12,910 |